# Clausophyes laetmata
Clausophyes laetmata is een hydroïdpoliep uit de familie Clausophyidae. De poliep komt uit het geslacht Clausophyes. Clausophyes laetmata werd in 1993 voor het eerst wetenschappelijk beschreven door Pugh & Pages. 